# Каравзій
Марк Аврелій Мавзей Каравзій (лат. Marcus Aurelius Mausaeus Carausius; пом. 293) — римський узурпатор у Британії та північній Галлії в 286—293 роках. Заснував та був першим правителем де-факто незалежної від Риму Британської імперії.

## Життєпис

### На чолі флоту
Немає достовірних відомостей щодо місця народження та родини Каравзія. Відомо, що він народився у родині романізованого кельта з племені менапіїв. Каравзій служив у римських військах, що були розташовані у Галії. Ймовірно, в цей час здобув досвід з командування флотом, отримав навички щодо особливостей штормів та припливів в Ла-Манші та у Північному морі. Тому у 285 році імператор Максиміан (який був разом з Діоклетіаном володарем Римської імперії) призначив Каравзія очільником римського флоту, що розташовувався у Бононії (сучасне місто Булонь-сюр-Мер у Франції). Цей флот мав стримувати напади на Британію з боку саксів.
Марк Каравзій досить швидко зміцнив базу у Бононії, щоб мати змогу швидко атакувати нападників. Він обрав тактику провокування нападів саксів на Британію, а по поверненню їх з походу сам нападав із флотом, відбираючи їхню здобич, яку розділяв поміж своїх солдатів.

### Володар Британії
Ця діяльність Каравзія дуже не подобалася мешканцям Британії, які звинувачували його у власному зиску від нападів піратів. Коли Максиміан вирішив покарати Каравзія, він із флотом відплив до Британії, де зміг привернути на свій бік британські легіони й стати фактичним правителем острову. Максиміан, зі свого боку, зібрав війська з наміром придушити заколот. Втім у 286 році Каравзію вдалося завдати поразки флоту Максиміана біля сучасного Дувра. Внаслідок цього Максиміан був змушений на певний час припинити боротьбу за Британію.
Марк Каравзій, контролюючи більшість Британії та Північну Галлію, вважав себе самостійним правителем. Хоч він і запровадив карбування власних монет, втім підкреслюючи свій зв'язок з римською культурою, розміщував на них поруч зі своїм зображення портрети Діоклетіана та Макисміана.
У 288 та 289 роках Максиміан знову намагався підкорити Британію, проте зазнав невдачі, щебільш зміцнивши авторитет Каравзія.
У 293 році Максиміан вирішив надати титул цезаря своєму зятеві Констанцію Хлору, зробивши того своїм співправителем. Тому на тлі попередніх невдач Максиміана, боротьба з Каравзієм була доручена саме Констанцію. Цезар спочатку оточив, а потім захопив Бононію — головну базу флоту та армії Каравзія в Галлії, а після цього розбив франкських союзників узурпатора. Незабаром Констанцій висадився у Британії та завдав поразки військам Каравзія. У той же час заколот проти Каравзія організував очільник його скарбниці, Аллект. Каравзія було вбито власними солдатами, а наступним правителем острова став Аллект.